# Maliq Bushati
Maliq Bushati (Scutari, 8 febbraio 1880 – Tirana, 15 febbraio 1946) è stato un politico albanese.
Ha ricoperto il ruolo di Primo ministro dell'Albania dal febbraio al maggio 1943, durante l'occupazione italiana.
Insieme a Lef Nosi e a Anton Harapi venne condannato a morte dai comunisti albanesi dopo un processo politico.